# Primary Rate Interface
La interfície de velocitat primària (PRI) és un estàndard d'interfície de telecomunicacions que s'utilitza en una xarxa digital de serveis integrats (XDSI) per transportar múltiples transmissions de veu i dades DS0 entre la xarxa i un usuari.
PRI és l'estàndard per proporcionar serveis de telecomunicacions a empreses i oficines. Es basa en la transmissió T-carrier (T1) als EUA, Canadà i Japó, mentre que l'E-carrier (E1) és comú a Europa i Austràlia. La línia T1 consta de 23 canals portadors (B) i un canal de dades (D) amb finalitats de control, per a una amplada de banda total de 24x64 kbit/s o 1.544 Mbit/s. El portador E1 proporciona 30 canals B i un canal D per a una amplada de banda de 2,048 Mbit/s. La primera franja horària de l'E1 s'utilitza amb finalitats de sincronització i no es considera un canal B o D. El canal D normalment utilitza la franja horària 16 en un E1, mentre que és la franja horària 24 per a un T1. Es poden utilitzar menys canals portadors actius, de vegades anomenats canals d'usuari, als serveis T1 o E1 fraccionats.

## Tipus de servei XDSI
La xarxa digital de serveis integrats (RDSI) prescriu dos nivells de servei:
- Interfície de velocitat bàsica (BRI): un canal D de 16 kbit/s amb dos canals B de 64 kbit/s, destinat a petites empreses i servei residencial.
- Interfície de velocitat primària (PRI): un canal D de 64 kbit/s amb 23 (1,544 Mbit/s T1, també conegut com "23B + D") o 30 (2,048 Mbit/s E1, també conegut com "30B + D") de 64 kbit /s Canals B, destinats a grans organitzacions.

Cada canal B transporta dades, veu i altres serveis. El canal D transporta informació de control i senyalització. Es poden fer connexions més grans mitjançant l'aparellament PRI. Un T1-PRI dual podria tenir 24 + 23 = 47 canals B i 1 canal D (sovint anomenat "47B + D"), però més comunament té 46 canals B i 2 canals D proporcionant així un canal de senyalització de seguretat. El concepte també s'aplica als E1 i tots dos poden incloure més de 2 PRI. Quan es configuren diversos T1 com a RDSI-PRI, és possible utilitzar NFAS (senyalització no associada a instal·lacions) per habilitar un o dos canals D per admetre canals B addicionals en circuits T1 separats.

## Aplicació
Els canals d'interfície de tarifa primària solen ser utilitzats per empreses mitjanes i grans amb sistemes telefònics de central privada digital (PBX) per proporcionar accés digital a la xarxa telefònica commutada pública (PSTN). Els canals B es poden utilitzar de manera flexible i es poden reassignar quan sigui necessari per satisfer necessitats especials, com ara videoconferències.
Els canals PRI i la marcació interna directa també són habituals com a mitjà per lliurar trucades entrants a passarel·les de veu sobre IP des de la PSTN.